# RANET
RANET ist die Abkürzung für Response and Assistance Network und ist ein Teil des Notfallschutzes der Internationalen Atomenergie-Organisation (IAEA). Es basiert auf dem Übereinkommen über Hilfeleistung bei nuklearen Unfällen oder radiologischen Notfällen (englisch Convention on Assistance in the Case of a Nuclear Accident or Radiological Emergency). Das Netzwerk wurde im Jahr 2000 von der Generalkonferenz der IAEA, in der Resolution GC(44)/RES/16, gegründet. Deutschland ist seit August 2013 offiziell bei RANET beteiligt. Dabei hat das Gemeinsame Melde- und Lagezentrum die Rolle der Koordination, unter der Leitung des Bundesamtes für Bevölkerungsschutz und Katastrophenhilfe. Unter anderem sind das Bundesamt für Strahlenschutz und das Institut für Radiobiologie der Bundeswehr mit der aktiven Unterstützung im Krisengebiet und mit der Datenauswertung beauftragt.

## Organisation
RANET ist ein Netzwerk von Vertragsstaaten, das über ein Unterstützungsabkommen organisiert ist. Die Vertragsstaaten sind in der Lage, auf Wunsch spezialisierte Unterstützung durch entsprechend geschultes Personal zur Verfügung zu stellen oder anzufordern. Ein Vertragsstaat kann im Falle eines nuklearen oder radiologischen Ereignisses oder Notfalls Unterstützung durch die IAEA beantragen. Die Hilfe wird dann ad hoc von der IAEA und den Vertragsstaaten mit den bei diesen vorhandenen Mitteln des lokalen Notfallschutzes organisiert. Eine spezielle Alarmorganisation und spezielle Kontingente für den RANET-Einsatz sind nicht vorgesehen.

## Ziele
Die Hauptziele von RANET sind:
- Die Kapazität der IAEA, Unterstützung und Beratung zu leisten, zu stärken, und/oder Unterstützung zu koordinieren, wie sie im Rahmen des Übereinkommens über Hilfeleistung (oft auch als „Assistance Convention“ bezeichnet) spezifiziert ist.
- Die Notfallvorsorge und die Reaktionsfähigkeit für nukleare und radiologische Notfälle/Ereignisse unter den IAEA-Mitgliedsstaaten zu fördern.[3]
- Die Auswirkungen eines nuklearen Notfalls so gering wie möglich zu halten.

## Aufgaben der Vertragsstaaten
Vertragsstaaten, die an RANET teilnehmen, sind verantwortlich dafür, qualifizierte Fachleute, Ausrüstungen und Materialien zur Verfügung zu stellen, um einen anderen Staat in einem nuklearen oder radiologischen Ereignis oder Notfall zu unterstützen.

## Alarmierung
Im Falle eines Notfalls sind die Alarmwege innerhalb von RANET geregelt. Wenn ein Staat einen radiologischen Notfall hat, übermittelt er ein Hilfeersuchen an die IAEA. Die IAEA kann direkt Hilfe von anderen Mitgliedsstaaten anfordern oder stellt eine eigene Bewertungsmission zusammen, um die Situation zu klären und den Bedarf zu ermitteln. Wird die Aktivierung von RANET als notwendig erachtet, wird bei den möglichen Unterstützungsstaaten ein rund um die Uhr erreichbarer National Warning Point alarmiert, der die zuständigen Behörden im Unterstützungsstaat unterrichtet. Die zuständigen Behörden und der NAC-Koordinator (NAC: National Assistance Capabilities) koordinieren die Bereitstellung von Hilfe zusammen mit dem IEC (Incident and Emergency Centre) der IAEA. Vorhandene und verfügbare Hilfe wird angefordert, der Einsatz erfolgt nach einem zwischen allen Beteiligten vereinbarten Einsatzplan (Assistance Action Plan), der die Gefährdung der beteiligten Personen so gering wie möglich halten soll.

## Mission
Eine Hilfsmission wird von einer Gruppe qualifizierter Fachleute durchgeführt, um die Lage zu bewerten, medizinische Betreuung, Überwachung oder andere spezielle Unterstützung im Falle eines nuklearen oder radiologischen Ereignisses oder Notfalls bereitzustellen. Es kann sich bei einem Einsatz um ein Außenteam, das vor Ort eingesetzt wird (Field Assistance Team, FAT), einen External Based Support (EBS), d. h. Hilfestellung von einer entfernten Einrichtung, oder eine Kombination mehrerer solcher Teams (Joint Assistance Team, JAT), handeln. Bei einem Einsatz kann es sich sowohl um anlagenbezogene Aufgaben, klassischen Notfallschutz, Probennahme, Labortätigkeiten, die Anwendung numerischer Ausbreitungsmodelle, Radioökologie, öffentlichen Gesundheitsschutz, Dekontamination, medizinische und psychologische Vor- und Nachsorge, Dosisbestimmung, als auch um Aufgaben, wie sie in Deutschland von der Zentralen Unterstützungsgruppe des Bundes für gravierende Fälle nuklearspezifischer Gefahrenabwehr (Quellensuche, mobile Suche) durchgeführt werden, handeln.

## Aktivitäten
- Bei der Nuklearkatastrophe von Fukushima im Jahr 2011 wurde von Japan keine Unterstützung über RANET angefordert.[1]
- In der Stadt Fukushima wurde im Mai 2013 das Capacity Building Centre eröffnet. Hier werden von der IAEA im Rahmen von RANET Übungen und Tagungen zur Steigerung der nuklearen Notfallvorsorge und Reaktionsfähigkeit durchgeführt. Das Zentrum wird von dem japanischen Außenministerium und der Präfektur Fukushima unterstützt.[4]
- Bei der Übung ConvEx -2b wurde der Einsatz von RANET anhand eines simulierten Kernkraftwerkunfalls in Slowenien geübt.[5]
- Bei der RANET-Übung ConvEx 2013 wurde ein terroristisches Szenario mit Einsatz einer sogenannten schmutzigen Bombe in Marokko geübt.[2]
- Vom 17. bis 21. November 2014 fand im Rahmen von RANET ein internationaler Workshop zum nuklearen Notfallschutz in Fukushima statt. Dabei waren auch Mitarbeiter des Bundesamtes für Strahlenschutz beteiligt.